# Bolotné náměstí

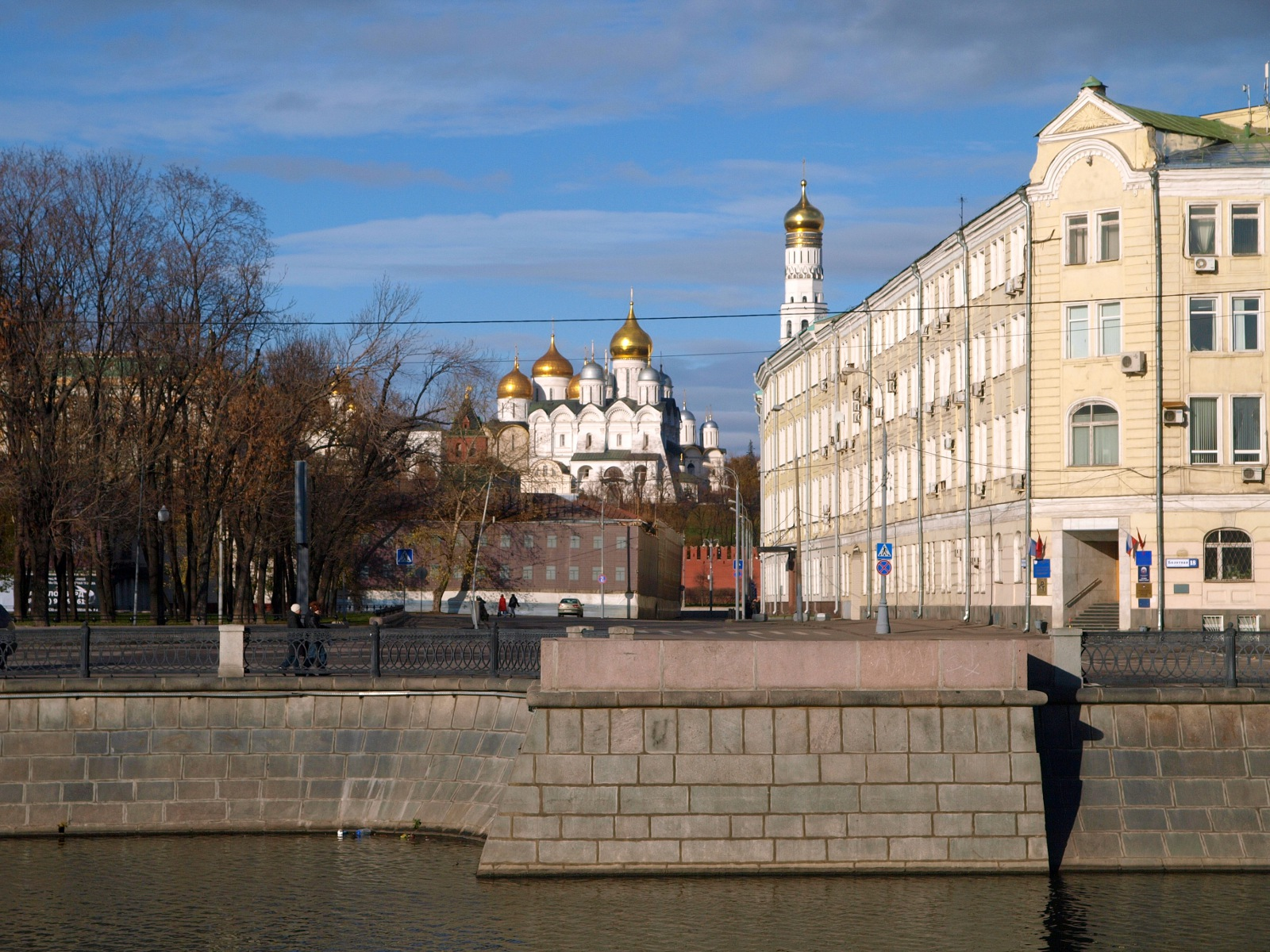
Východní část Bolotného náměstí, v pozadí Kreml

Bolotné náměstí (rusky Болотная площадь, Bolotnaja ploščaď, v překladu Blatné náměstí; v letech 1962–1993 Repinovo náměstí) je jedno z náměstí v centru Moskvy. Leží v rajónu Jakimanka, jižně od Kremlu a řeky Moskvy a severně od Vodootvodného kanálu. Nejbližší stanice metra jsou Poljanka, Biblioteka imeni Lenina, Borovickaja a Treťjakovskaja.
V historii bylo náměstí často používáno pro veřejné popravy, roku 1671 zde byl popraven Stěnka Razin a jako poslední 21. ledna 1775 Jemeljan Pugačov.
V roce 2011 se zde 10. prosince shromáždily tisíce lidí, aby protestovaly proti výsledkům a falzifikaci nedávných parlamentních voleb. V polovině prosince pak opoziční noviny Novaja gazeta navrhly, aby bylo náměstí přejmenováno po právě zemřelém bývalém českém a československém prezidentovi Václavu Havlovi, který patřil k zahraničním kritikům voleb.